# 霞光

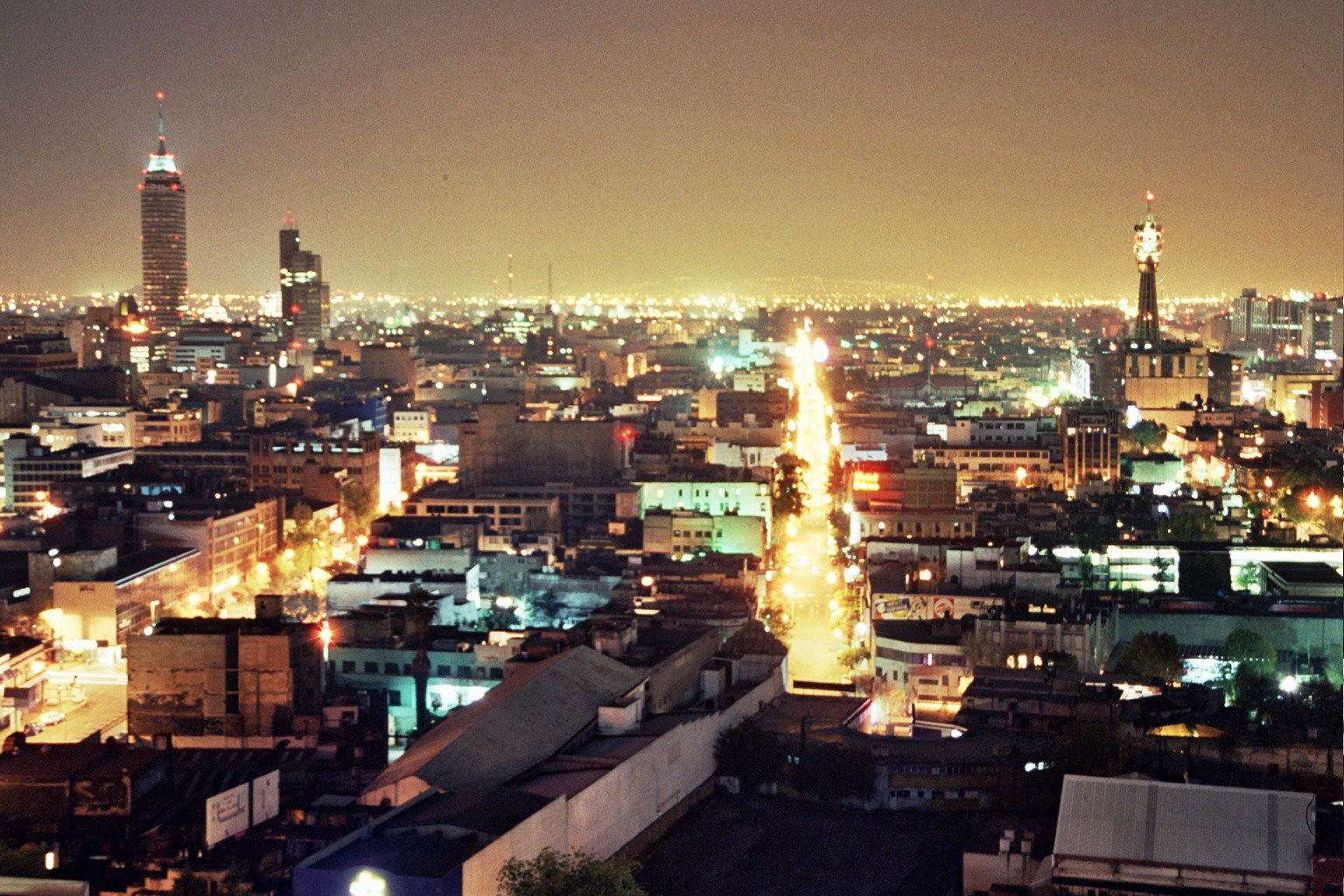
夜晚的墨西哥市，有著明亮的天空。

霞光（或天空輝光）是部分來自夜空本身的光照，而最常見的來源自人造光源發出的光汙染。這些累積在高空中的大片霞光，可以來自數公里外城市無用的光照。來自人造燈光的霞光在全世界大多數城鎮和集中居住區普遍的都可以的觀察到，會在它們的上空形成一個發光的圓頂。霞光的穹頂可能很大，可以覆蓋整個城市，也可以很小，只會照亮該購物中心或體育場的上空。
雖然通常都是人造光，霞光也包括天然的來源，像是在夜晚漫射在空中的黃道光、星光，和高層大氣發出來的氣輝。
霞光也可能是自然事件引發的，例如1908年的通古斯事件，一顆直徑數米的流星體，在俄羅斯克拉斯諾雅斯克邊疆區的通古斯河上空平均半徑5-10公里處爆炸。估計這次爆炸釋放的能量有15百萬噸上下，是1945年投擲在日本廣島和長崎的原子彈能量的1,000倍，或是曾經引爆過威力最大的核彈，沙皇炸彈的三分之一強。通古斯爆炸輻射的光線非常強烈，創造出的霞光遠在英格蘭都能看見。那裏的人經歷了數週了斷斷續續的光明之夜（"bright nights"，現在是與霞光同意義的術語）。

## 負面效應

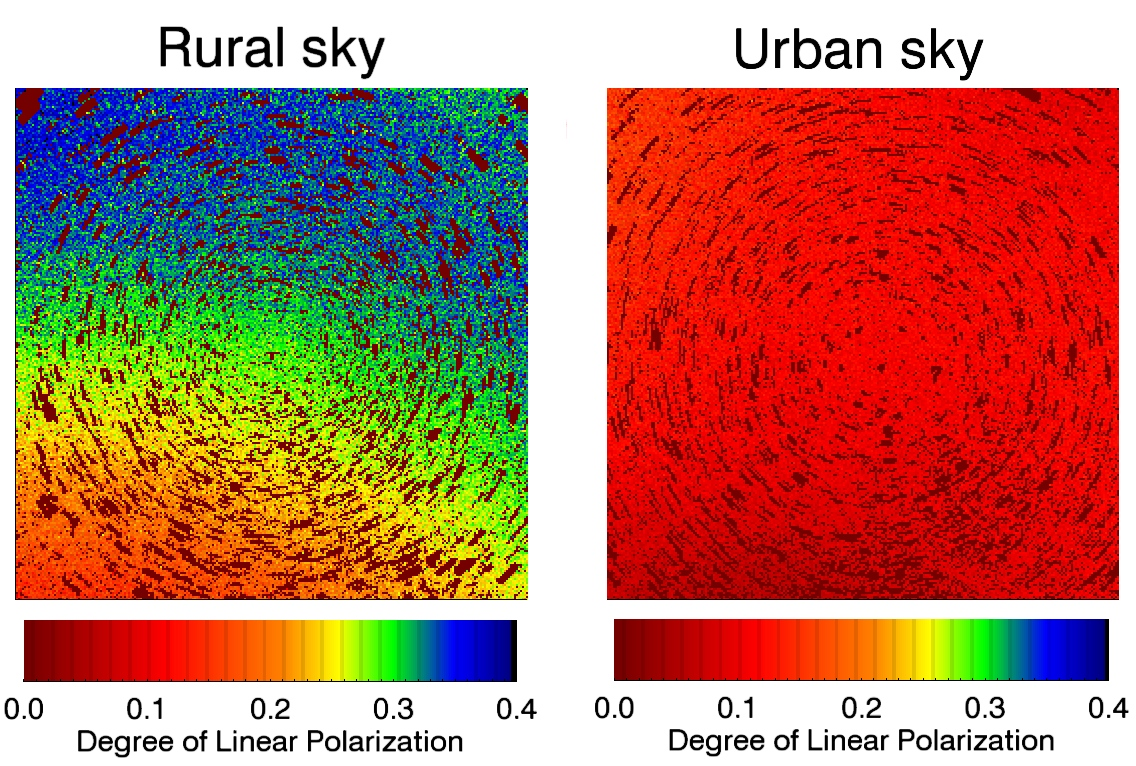
霞光大多數是未極化的，加入的結果是降低了月光偏極的訊號。人類不會感覺到這種模式，但一些節肢動物可以。

霞光是最普遍的光汙染，有各種負面的影響：產生的過度和不受控制的燈光，是能源和資源的浪費，從審美上使滿天繁星顯得凋零，在生態上，對鳥類等生物甚至人類造成了影響。
霞光是天文學家的首要問題，因為它減少了天空的對比，變得無法看到所有的星星，甚至是最亮的星星。這是對光的一種普遍的誤會，認為專業的天文台能夠"過濾"某些波長（例如產生低壓鈉燈）。更精確地說，對於天文學家而言，排除了大部分相對無汙染的頻譜，來自低壓鈉燈的窄頻發射，"變通"的造成的光汙染。甚至當這種照明被廣泛的使用，霞光依然干擾著天文研究，以及大家能看到滿天繁星的自然景觀。
據說許多夜行生物使用來自被散射月光的偏振光訊號來導航。因為霞光大都是未極化的，它可以掩沒來自月球的微弱信號，使得這種類型的導航變得不可能。
由於霞光，居住在靠近市區的民眾看見的星星比未受汙然的天空少了數千顆，並且通常看不見銀河。甚至用望遠鏡也幾乎察覺不到黯淡的黃道光和仙女座星系。

## 外部連結
- List of peer reviewed research papers about sky glow （页面存档备份，存于）
- Skyglow: the effect of poor lighting (CfDS) (examples of skyglow in the UK)
- Skyglow across the Great Lakes （页面存档备份，存于） (examples of skyglow in the US)
- Filtering Skyglow (from CCD cameras)
- Towns and Skyglow (UK skyglow image collection)
- What Blue Skies Tell Us About Light Pollution （页面存档备份，存于） (an article introducing the Rayleigh Scatter Index which evaluates the potential for contribution to skyglow by different light sources)
- Sources, Surfaces and Scatter (a presentation from 2003 to the IDA Conference and the IESNA Roadway Lighting Committee on atmospheric scatter and the potential for contribution to skyglow by different light sources)
- Loss of the Night （页面存档备份，存于） an Android app for estimating skyglow by measuring naked eye limiting magnitude
- Dark Sky Meter an iPhone app for measuring skyglow luminance
- LED light pollution: Can we save energy and save the night? （页面存档备份，存于） SPIE Newsroom article on reducing skyglow